# Élection pontificale de 1130
L'élection pontificale de 1130 se déroule le 14 février 1130, juste après la mort du pape Honorius II et aboutit à une double élection. Une partie des cardinaux, dirigés par le cardinal-chancelier Aymery de La Châtre, choisissent Gregorio Papareschi qui devient Innocent II, mais le reste d'entre eux refuse de le reconnaître et désignent le cardinal Pietro Pierleoni, qui prend le nom d'Anaclet II. Bien qu'Anaclet ait le soutien de la majorité des cardinaux, l’Église catholique estime qu'Innocent II est le pape légitime tandis qu'Anaclet II est considéré comme antipape.

## Contexte
Cette double élection est le résultat des tensions croissantes à l'intérieur du Collège des cardinaux concernant la politique du Saint-Siège envers le Saint-Empire romain germanique, initiée par le concordat de Worms (1122), qui clôt la querelle des investitures. Plusieurs cardinaux, notamment les plus âgés, considèrent que le compromis atteint à Worms est un abandon des principes de la réforme grégorienne  mais l'acceptent uniquement par stratégie. Ils soutiennent l'alliance traditionnelle de la papauté avec les Normands en Italie du sud. Certains d'entre eux sont liés à d'anciens centres monastiques du sud de l'Italie tels que Montecassino. Un de leurs chefs est le cardinal Pierleoni, représentant d'une des familles les plus puissantes de Rome. La faction opposée est dirigée par Aymery de La Châtre, qui a été nommé cardinal et chancelier du Saint-Siège, peu après la signature du concordat de Worms et est l'un des principaux architectes de la nouvelle politique. Lui et ses partisans regardent le compromis comme une bonne solution à la fois pour l’Église et l'empereur. Il n'a pas confiance dans les vassaux normands du Saint-Siège, qui expriment certaines tendances expansionnistes. Il semble qu'au moins certains des principaux représentants de cette faction ont des liens solides avec la «nouvelle spiritualité», ce qui signifie les nouveaux ordres religieux tels que les chanoines réguliers. En outre, ils sont alliés avec la famille romaine Frangipani, les opposants de la famille Pierleoni.
Dans les dernières semaines de la durée de vie du pape Honorius II, les cardinaux, craignant le schisme possible, concluent un accord afin que le nouveau pape soit élu par une commission constituée par huit d'entre eux, dont deux cardinaux-évêques, trois cardinaux-prêtres et trois cardinaux-diacres.

## Sources
- (en) Cet article est partiellement ou en totalité issu de l’article de Wikipédia en anglais intitulé « Papal election, 1130 » (voir la liste des auteurs).
- (en) Sede Vacante de 1130 - Université de Nothridge - État de Californie - John Paul Adams - 17 février 2015